# Uzwil
Uzwil este un oraș în Elveția.